# 長田＝スミルノフの距離化定理
数学の位相幾何学の分野における長田＝スミルノフの距離化定理（ながた＝スミルノフのきょりかていり、英: Nagata–Smirnov metrization theorem）とは、ある位相空間がいつ距離化可能となるか、という点について述べた定理である。この定理によると、ある位相空間 {\displaystyle X} が距離化可能であるための必要十分条件は、それが正則空間であり、局所有限な（開）集合族の可算合併で表せる（すなわち、σ-局所有限な）基底を持つことである。
距離化可能性のための十分条件のみを与えるウリゾーンの距離化定理とは異なり、この定理では位相空間が距離化可能であるための十分条件と必要条件のいずれもが与えられている。定理の名は数学者の長田潤一とユーリ・スミルノフにちなむ。